# The Batman (televíziós sorozat)
A The Batman (szó szerinti fordításban: A Denevérember, azonban Magyarországon inkább csak Batman néven ismert) 2004 és 2008 között bemutatott amerikai televíziós animációs sorozat, mely a DC Comics által kiadott szuperhőst, Batmant állítja középpontba, azonban a sorozat folyamán más szuperhősök is megjelennek. A sorozat premiere 2004. szeptember 11-én történt és egészen 2008. március 22-jéig futott a Kids' WB-n, összesen öt évadot élt meg. Magyarországon csak 6 részt szinkronizáltak le az első évadból, melyeket 2 DVD-n adtak ki 2006. január 30-án és 2006. április 17-én, szimplán csak Batman néven. A sorozat 2005-ben kapta meg saját filmjét, a Batman és Drakulát, mely 2006. április 13-án szintén megjelent magyar szinkronnal DVD-re. 2017. szeptember 25-én az RTL Spike műsorra tűzte a sorozatot, új szinkronnal.
A sorozat bár sok elemet átvesz más Batman történetekből, mégsem része, így nem is követi a képregények, a filmsorozatot, vagy a DC animációs univerzum történéseit. A sorozat különleges látványvilágát a korábban a Jackie Chan kalandjai által ismertté vált Jeff Matsuda készítette.

## Szinopszis

### Első évad
Az évad elején Bruce Wayne (angol hangja: Rino Romano), milliárdos már betöltötte 26. életévét és már 3 éve üldözi a bűnt Gotham utcáin szuperhősként. Ekkor még csak komornyikja, Alfred Pennyworth (angol hangja: Alastair Duncan) segít neki. Az első epizódban a rendőrség, ami nem akarja elismerni a szuperhős létezését, mindent megtesz, hogy elkapja a Batman névre keresztelt szuperhőst. Erre a feladatra nevezik ki Ethan Bennett nyomozót (angol hangja: Steven Harris), aki feladata ellenére hiszi, hogy a városnak szüksége van Batmanre. Az ő társa Ellen Yin (angol hangja: Ming-Na Wen), aki viszont nem ért egyet Batman cselekedeteivel.
Az évad első részében Joker (angol hangja: Kevin Michael Richardson) garázdálkodik a városban, aki a gázával akarja megmérgezni a várost. Természetesen Batman megállítja, mely következtében a rendőrség is megerősíti a denevérember létezését. Az évad során több gonosz is feltűnik, köztük Pingvin (angol hangja: Tom Kenny), Macskanő (angol hangja: Gina Gershon), Mr. Fagy (angol hangja: Clancy Brown) Ember-denevér (angol hangja: Peter MacNicol) és Bane (első feltűnésekor Joaquim de Almeida adta hangját, másodiknál Ron Perlman, harmadiknál Clancy Brown).
Az évad végén Joker elrabolja Benett nyomozót és egy különleges vegyszer segítségével Agyagpofát csinál belőle. Yin ekkor változtatja meg véleményét Batmannel kapcsolatban, aki ezek után segédjének és barátjának fogadja a nyomozót.

### Második évad
A második évadban már több gonosz is szerepet kapott. Ilyen például Rébusz (angol hangja: Robert Englund), Hugo Strange (első angol hangja Frank Gorshin volt, aki az 1966-ban készült Batman sorozatban alakította Rébusz karakterét, majd halála után Richard Green szinkronizálta Strange karakterét), Gyilkos Krokk (angol hangja: Ron Perlman), és Solomon Grundy (angol hangja: Kevin Grevioux). Az évad végén kiderül, hogy Yin és Batman együtt dolgoztak. Ekkor jelenik meg a sorozatban James Gordon(angol hangja: Mitch Pileggi) rendőrfőnök is. Yin nyomozót, bár nem tartóztatták le az epizód végén, ez volt az utolsó feltűnése a sorozatban.

### Harmadik évad
A harmadik évad mutatta be Barbara Gordon karakterét, aki később Batgirlé vált (angol hangja: Danielle Judovits). Batgirl az évad folyamán Batman első szárnysegédje szeretne lenni, azonban Batman nem akarja elfogadni, hogy szüksége lenne egy gyerek segítségére, egészen az évad végéig. Ez máshogy van a képregényekben, mivel ott Robin volt az első segéd, azonban itt meg kellett változtatni, mivel Robin már szerepelt a Tini Titánok sorozatban, ezért a készítők nem akarták felhasználni itt is.
Az évad során szintén jelennek meg új bűnözők, ilyen például Méregcsók (angol hangja: Piera Coppola), Zeusz nagyúr (angol hangja: Phil LaMarr), Babagyáros (angol hangja: Patton Oswalt), Joker első, egyben utolsó gyermek segédje, Prank és még sokan mások.
A harmadik évad úgy ér véget, hogy Strange is egyike lesz Batman ellenségeinek. A "A Fistful of Felt" epizódban Strange manipulál egy beteget az Arkhamban, hogy térjen vissza bűnözői életéhez és küzdjön meg Batmannnel. Az évadfináléban kiderül, mit tett Strange és ő is egyike lesz az Arkham ápoltjainak.

## Szereplők
| Szereplő                            | Eredeti hang                                                              | Magyar hang                                                            |
| ----------------------------------- | ------------------------------------------------------------------------- | ---------------------------------------------------------------------- |
| Bruce Wayne / Batman                | Rino Romano                                                               | Varga Gábor                                                            |
| Barbara Gordon / Batgirl            | Danielle Judovits                                                         | Berkes Boglárka                                                        |
| Dick Grayson / Robin                | Evan Sabara                                                               | Tóth Márk                                                              |
| Alfred Pennyworth                   | Alastair Duncan                                                           | Kajtár Róbert                                                          |
| Ellen Yin nyomozó                   | Ming-Na Wen                                                               | Kelemen Kata                                                           |
| Ethan Bennett nyomozó / Agyagpofa   | Steve Harris                                                              | Maday Gábor                                                            |
| James Gordon rendőrkapitány         | Mitch Pileggi                                                             | Bolla Róbert                                                           |
| Angel Rojas rendőrfőnök             | Edward James Olmos (1. rész) Jesse Corti (12-26. rész)                    | Bácskai János                                                          |
| Marion Grange polgármester          | Adam West                                                                 | Karsai István (1-2. évad) Bartók László (3. évad)                      |
| Rupert Thorne                       | Victor Brandt                                                             | Végh Ferenc                                                            |
| Joker                               | Kevin Michael Richardson                                                  | Galbenisz Tomasz                                                       |
| Bane                                | Joaquim de Almeida (1. évad) Ron Perlman (4. évad) Clancy Brown (5. évad) | Király Adrián (1. évad) Kapácsy Miklós (4-5. évad)                     |
| Oswald Cobblepot / Pingvin          | Tom Kenny                                                                 | Seder Gábor                                                            |
| Kirk Langstrom / Man-Bat            | Peter MacNicol                                                            | Láng Balázs (1. évad) Katona Zoltán (2. évad) Kapácsy Miklós (5. évad) |
| Victor Fries / Mr. Fagy             | Clancy Brown                                                              | Varga Rókus                                                            |
| Selina Kyle / Macskanő              | Gina Gershon                                                              | Solecki Janka                                                          |
| Garfield Lynns / Tűzbogár / Foszfor | Jason Marsden                                                             | Mészáros András                                                        |
| Arthur Brown / Kulcsmester          | Glenn Shadix                                                              | Haagen Imre                                                            |
| Arnold Wesker / Hasbeszélő          | Dan Castellaneta                                                          | Orosz István                                                           |
| Charles Daly / Rhino                | John DiMaggio                                                             | Beratin Gábor                                                          |
| Mugsy Binks                         | John DiMaggio                                                             | Bolla Róbert (1. évad) Dézsy Szabó Gábor (3. évad)                     |
| Edward Nigma / Rébusz               | Robert Englund                                                            | Fellegi Lénárd                                                         |
| Waylon Jones / Gyilkos Krok         | Ron Perlman                                                               | Fehér Péter                                                            |
| Hugo Strange                        | Frank Gorshin (20-30. rész) Richard Green (39-65. rész)                   | Karsai István                                                          |
| Cash Tankinson nyomozó              | Patrick Warburton                                                         | Horváth-Töreki Gergely                                                 |
| Peter Merkel / Rongybáb             | Jeff Bennett                                                              | Rosta Sándor                                                           |
| Delbert Billings / Bűbájoló         | Michael Massee                                                            | Péter Richárd                                                          |
| Solomon Grundy                      | Kevin Grevioux                                                            | Maday Gábor                                                            |
| Döngölő                             | Jim Cummings                                                              | Bognár Tamás                                                           |
| Pamela Lillian Isley / Méregcsók    | Piera Coppola                                                             | Csuha Bori                                                             |
| Nathan Finch / Gépfej               | Will Friedle                                                              | Gyurin Zsolt                                                           |
| Cosmo Krank / Toymaker              | Patton Oswalt                                                             | Haagen Imre                                                            |
| Maximilian "Maxie" Zeus             | Phil LaMarr                                                               | Dózsa Zoltán                                                           |
| Donnie / Hecces                     | Michael Reisz                                                             | Baradlay Viktor                                                        |
| Ewan Fripp                          | Ian Abercrombie                                                           | Imre István                                                            |
| D.A.V.E.                            | Jeff Bennett                                                              | Markovics Tamás                                                        |
| John Grayson                        | Kevin Conroy                                                              | Varga Rókus                                                            |
| Mary Grayson                        | Grey DeLisle                                                              |                                                                        |
| Tony Zucco                          | Mark Hamill                                                               | Gardi Tamás                                                            |
| Drury Walker / Gyilkos Moly         | Jeff Bennett                                                              | Szokol Péter                                                           |
| Basil Karlo / Agyagpofa             | Wallace Langham (4. évad) Lex Lang (5. évad)                              | Kisfalusi Lehel                                                        |
| John Marlowe / Mr. Mindenütt        | Brandon Routh                                                             | Zámbori Soma                                                           |
| Roman Sionis / Fekete Maszk         | James Remar                                                               | Beratin Gábor                                                          |
| Első számú (1)                      | Diedrich Bader                                                            | Fehér Péter                                                            |
| Barbara Gordon / Orákulum (2027)    | Kellie Martin                                                             | Kis-Kovács Luca                                                        |
| Dick Grayson / Nightwing (2027)     | Jerry O’Connell                                                           | Zámbori Soma                                                           |
| Dr. Harleen Quinzel / Harley Quinn  | Hynden Walch                                                              | Kardos Eszter                                                          |
| Francis Grey                        | Dave Foley                                                                | Fekete Zoltán                                                          |
| Mario / Rémhír                      | Ron Perlman                                                               | Pálmai Szabolcs                                                        |
| Lucius Fox                          | Louis Gossett Jr.                                                         | Borbiczki Ferenc                                                       |
| J'onn J'onzz / Marsbéli Vadász      | Dorian Harewood                                                           | Lux Ádám                                                               |
| Clark Kent / Superman               | George Newbern                                                            | Czvetkó Sándor                                                         |
| Lex Luthor                          | Clancy Brown                                                              | Turi Bálint                                                            |
| Mercy Graves                        | Gwendoline Yeo                                                            | Laudon Andrea                                                          |
| Lois Lane                           | Dana Delany                                                               | Laurinyecz Réka                                                        |
| Jimmy Olsen                         | Jack De Sena                                                              |                                                                        |
| John Corben / Metallo               | Lex Lang                                                                  | Gubányi György István                                                  |
| Oliver Queen / Zöld Íjász           | Chris Hardwick                                                            | Tokaji Csaba                                                           |
| Werner Vertigo / Vertigo gróf       | Greg Ellis                                                                | Koncz István                                                           |
| Dr. Jane "Blaise" Blaisedale        | Rachael MacFarlane                                                        | Dögei Éva                                                              |
| Barry Allen / Villám                | Charlie Schlatter                                                         | Gyurin Zsolt                                                           |
| Samuel Scudder / Tükörmester        | John Larroquette                                                          | Bácskai János                                                          |
| Füst                                | Amanda Anka                                                               |                                                                        |
| Hal Jordan / Zöld Lámpás            | Dermot Mulroney                                                           | Sörös Miklós                                                           |
| Sinestro                            | Miguel Ferrer                                                             | Jakab Csaba                                                            |
| Joker 2.0                           | Kevin Michael Richardson                                                  | Galbenisz Tomasz                                                       |
| Marty Slacker                       | Patton Oswalt                                                             | Seszták Szabolcs                                                       |
| Amber / Keselyű                     | Grey DeLisle                                                              | Pekár Adrienn                                                          |
| David / Róka                        | David Faustino                                                            | Baradlay Viktor                                                        |
| Justin / Cápa                       | Googy Gress                                                               | Berkes Bence                                                           |
| Jake                                | Chris Pratt                                                               |                                                                        |
| William Mallory / Vércse            | Christopher Gorham                                                        | Horváth-Töreki Gergely                                                 |
| Andy Mallory / Sólyom               | Daryl Sabara                                                              | Pál Dániel Máté                                                        |
| Katar Hol / Sólyom                  | Robert Patrick                                                            | Barabás Kiss Zoltán                                                    |
| Carl Sands / Árnyéktolvaj           | Diedrich Bader                                                            | Vári Attila                                                            |
| Első számú (2)                      | John Mariano                                                              | Kapácsy Miklós                                                         |
| Jack Nimball / Játékos              | Richard Green                                                             | Kapácsy Miklós                                                         |

## Magyar változat[8]
A szinkront a Viacom megbízásából a Labor Film Szinkronstúdió készítette.
- Magyar szöveg: Fekete Rozi
- Hangmérnök: Papp Zoltán István, Hegyessy Ákos
- Gyártásvezető: Molnár Magdolna
- Szinkronrendező: Gaál Erika
- Munkatársak: Sárközi Anita
- Felolvasó: Juhász Zoltán
- További magyar hangok: Berkes Bence, Bolla Róbert, Bordás János, Csuha Bori, Dézsy Szabó Gábor, Dózsa Zoltán, Forgács Gábor, Györfi Laura, Kapácsy Miklós, Katona Zoltán, Molnár Levente, Rosta Sándor, Ungvári Gergely

## DVD szinkron
Korábban csak az első 6 részt szinkronizáltak le az első évadból, melyeket 2 DVD-n adtak ki, illetve a sorozathoz tartozó animációs film, a Batman és Drakula is csak DVD-n jelent meg.
| Batman: Egységben az erő (2006. január 30.) 1. Batman a bolondokházában (The Bat in the Belfry) 2. Feszültség (Traction) 3. Cobblepot visszatér (Call of the Cobblepot) | Batman: Denevérszárnyakon (2006. április 17.) 4. A denevérember (The Man Who Would Be Bat) 5. A nagy borzongás (The Big Chill) 6. A macska és a bőregér (The Cat and the Bat) |

### Magyar hangok
- Bruce Wayne / Batman – Hamvas Dániel
- Alfred Pennyworth – Fazekas István
- Ellen Yin nyomozó – Kiss Virág
- Ethan Bennett nyomozó – Csík Csaba Krisztián
- Angel Rojas rendőrfőnök – Beratin Gábor
- Rupert Thorne – Bolla Róbert
- Joker – Koroknay Géza
- Bane – Vass Gábor
- Oswald Cobblepot / Pingvin – Orosz István
- Kirk Langstrom / Emberdenevér – Imre István
- Victor Fries / Mr. Jégcsap – Kőszegi Ákos
- Selina Kyle / Macskanő – Kisfalvi Krisztina
- Dr. Alucard / Drakula gróf – Vass Gábor
- Vicky Vale – Zakariás Éva
- Felolvasó – Bozai József

További magyar hangok: Albert Péter, Bolla Róbert, Gardi Tamás, Hegedüs Miklós, Pipó László, Talmács Márta

## Epizódok

### Évados áttekintés
| Évad | Évad | Epizódok | Eredeti sugárzás     | Eredeti sugárzás     | Magyar sugárzás      | Magyar sugárzás    | Magyar DVD-kiadás premiere |
| Évad | Évad | Epizódok | Évadpremier          | Évadfinálé           | Évadpremier          | Évadfinálé         | Magyar DVD-kiadás premiere |
| ---- | ---- | -------- | -------------------- | -------------------- | -------------------- | ------------------ | -------------------------- |
|      | 1    | 13       | 2004. szeptember 11. | 2005. május 7.       | 2017. szeptember 25. | 2017. október 10.  | 2006. január 30.           |
|      | 2    | 13       | 2005. május 14.      | 2005. szeptember 10. | 2017. október 11.    | 2017. október 27.  | N/A                        |
|      | 3    | 13       | 2005. szeptember 17. | 2006. május 13.      | 2017. október 30.    | 2017. november 12. | N/A                        |
|      | 4    | 13       | 2006. szeptember 23. | 2007. május 5.       | 2017. november 18.   | 2017. november 26. | N/A                        |
|      | 5    | 13       | 2007. szeptember 22. | 2008. március 8.     | 2017. november 26.   | 2017. december 9.  | N/A                        |
|      | Film | Film     | 2005. október 18.    | 2005. október 18.    | N/A                  | N/A                | 2006. április 13.          |

### 1. évad (2004-2005)
| #   | #   | Eredeti cím              | Magyar cím                       | Rendezte       | Írta                          | Eredeti premier      | Magyar premier       |
| --- | --- | ------------------------ | -------------------------------- | -------------- | ----------------------------- | -------------------- | -------------------- |
| 1.  | 1.  | The Bat in the Belfry    | Nincs gáz                        | Seung Eun Kim  | Duane Capizzi                 | 2004. szeptember 11. | 2017. szeptember 25. |
| 2.  | 2.  | Traction                 | Bane                             | Sam Liu        | Adam Beechen                  | 2004. szeptember 25. | 2017. szeptember 26. |
| 3.  | 3.  | Call of the Cobblepot    | Pingvin probléma                 | Brandon Vietti | Steven Melching               | 2004. szeptember 18. | 2017. szeptember 25. |
| 4.  | 4.  | The Man Who Would Be Bat | A férfi, aki denevér akart lenni | Seung Eun Kim  | Thomas Pugsley, Greg Klein    | 2004. október 2.     | 2017. szeptember 28. |
| 5.  | 5.  | The Big Chill            | Jéggé fagysz                     | Brandon Vietti | Greg Weisman                  | 2004. október 30.    | 2017. szeptember 29. |
| 6.  | 6.  | The Cat and the Bat      | A cica és a denevér              | Sam Liu        | Adam Beechen                  | 2004. november 6.    | 2017. szeptember 27. |
| 7.  | 7.  | The Big Heat             | A nagy forróság                  | Seung Eun Kim  | Christopher Yost, J.D. Murray | 2004. november 13.   | 2017. október 2.     |
| 8.  | 8.  | Q&A                      | Kérdések és válaszok             | Brandon Vietti | Steven Melching               | 2004. november 20.   | 2017. október 3.     |
| 9.  | 9.  | The Big Dummy            | Bábu vagy                        | Sam Liu        | Robert Goodman                | 2004. november 27.   | 2017. október 4.     |
| 10. | 10. | Topsy Turvy              | Kártyaparti                      | Seung Eun Kim  | Adam Beechen                  | 2005. február 5.     | 2017. október 5.     |
| 11. | 11. | Bird of Prey             | Ragadozómadár                    | Brandon Vietti | Steven Melching               | 2005. február 12.    | 2017. október 6.     |
| 12. | 12. | The Rubberface of Comedy | A gumiarcú komédia               | Sam Liu        | Greg Weisman                  | 2005. április 30.    | 2017. október 9.     |
| 13. | 13. | The Clayface of Tragedy  | A tragédia agyagmaszkja          | Seung Eun Kim  | Greg Weisman                  | 2005. május 7.       | 2017. október 10.    |

### 2. évad (2005)
| #   | #   | Eredeti cím                         | Magyar cím                    | Rendezte       | Írta                          | Eredeti premier      | Magyar premier    |
| --- | --- | ----------------------------------- | ----------------------------- | -------------- | ----------------------------- | -------------------- | ----------------- |
| 14. | 1.  | The Cat, the Bat, and the Very Ugly | A macska, a denevér és a csúf | Brandon Vietti | Thomas Pugsley, Greg Klein    | 2005. május 14.      | 2017. október 11. |
| 15. | 2.  | Riddled                             | Rébuszok                      | Sam Liu        | Christopher Yost, J.D. Murray | 2005. május 21.      | 2017. október 12. |
| 16. | 3.  | Fire & Ice                          | Tűz és jég                    | Sam Liu        | Joseph Kuhr                   | 2005. május 28.      | 2017. október 13. |
| 17. | 4.  | The Laughing Bat                    | A nevető denevér              | Seung Eun Kim  | Michael Jelenic               | 2005. június 4.      | 2017. október 16. |
| 18. | 5.  | Swamped                             | Elmocsarasítva                | Brandon Vietti | Thomas Pugsley, Greg Klein    | 2005. június 11.     | 2017. október 17. |
| 19. | 6.  | Pets                                | Kiskedvencek                  | Sam Liu        | J.D. Murray, Christopher Yost | 2005. június 18.     | 2017. október 18. |
| 20. | 7.  | Meltdown                            | Összeomlás                    | Seung Eun Kim  | Greg Weisman                  | 2005. június 25.     | 2017. október 19. |
| 21. | 8.  | JTV                                 | Joker TV                      | Seung Eun Kim  | Michael Jelenic               | 2005. július 9.      | 2017. október 20. |
| 22. | 9.  | Ragdolls to Riches                  | Rongyrázás                    | Seung Eun Kim  | Adam Beechen                  | 2005. július 16.     | 2017. október 23. |
| 23. | 10. | The Butler Did It                   | A lakáj tette                 | Brandon Vietti | Alexx Van Dyne                | 2005. augusztus 20.  | 2017. október 24. |
| 24. | 11. | Grundy's Night                      | Grundy éjjele                 | Sam Liu        | Adam Beechen                  | 2005. augusztus 27.  | 2017. október 25. |
| 25. | 12. | Strange Minds                       | Furcsa elmék                  | Brandon Vietti | Greg Weisman                  | 2005. szeptember 3.  | 2017. október 26. |
| 26. | 13. | Night and the City                  | A sötét város                 | Brandon Vietti | Steven Melching               | 2005. szeptember 10. | 2017. október 27. |

### 3. évad (2005-2006)
| #   | #   | Eredeti cím                           | Magyar cím                 | Rendezte             | Írta                          | Eredeti premier      | Magyar premier     |
| --- | --- | ------------------------------------- | -------------------------- | -------------------- | ----------------------------- | -------------------- | ------------------ |
| 27. | 1.  | Batgirl Begins, Part One              | Batgirl kezdődik, 1. rész  | Brandon Vietti       | Michael Jelenic               | 2005. szeptember 17. | 2017. október 30.  |
| 28. | 2.  | Batgirl Begins, Part Two              | Batgirl kezdődik, 2. rész  | Christopher Berkley  | Michael Jelenic, Adam Beechen | 2005. szeptember 24. | 2017. október 31.  |
| 29. | 3.  | A Dark Knight to Remember             | A gyáva lovag              | Brandon Vietti       | Joseph Kuhr                   | 2005. október 1.     | 2017. november 1.  |
| 30. | 4.  | A Fistful of Felt                     | Bábuk harca                | Anthony Chun         | Steven Melching               | 2005. október 8.     | 2017. november 2.  |
| 31. | 5.  | RPM                                   | A legmagasabb fordulatszám | Christopher Berkley  | Christopher Yost              | 2005. november 5.    | 2017. november 3.  |
| 32. | 6.  | Brawn                                 | Az erőember                | Brandon Vietti       | Alexx Van Dyne                | 2005. november 12.   | 2017. november 11. |
| 33. | 7.  | The Laughing Cats                     | A kacagó cicák             | Christopher Berkeley | Joseph Kuhr                   | 2005. november 19.   | 2017. november 11. |
| 34. | 8.  | Fleurs du Mal                         | A romlás virágai           | Anthony Chun         | David Slack                   | 2005. november 26.   | 2017. november 11. |
| 35. | 9.  | Cash for Toys                         | Játszunk most együtt       | Anthony Chun         | Steven Melching               | 2006. február 4.     | 2017. november 11. |
| 36. | 10. | Thunder                               | Villám                     | Christopher Berkley  | Paul Giacoppo                 | 2006. február 18.    | 2017. november 12. |
| 37. | 11. | The Apprentice                        | A tanítvány                | Brandon Vietti       | Steven Melching               | 2006. február 11.    | 2017. november 12. |
| 38. | 12. | The Icy Depths                        | A fagyos mélység           | Anthony Chun         | Steven Melching               | 2006. május 6.       | 2017. november 12. |
| 39. | 13. | Gotham's Ultimate Criminal Mastermind | A legzseniálisabb bűnöző   | Brandon Vietti       | Alexx Van Dyne                | 2006. május 13.      | 2017. november 12. |

### 4. évad (2006-2007)
| #   | #   | Eredeti cím           | Magyar cím          | Rendezte                     | Írta                          | Eredeti premier      | Magyar premier     |
| --- | --- | --------------------- | ------------------- | ---------------------------- | ----------------------------- | -------------------- | ------------------ |
| 40. | 1.  | A Matter of Family    | Családi ügy         | Brandon Vietti               | Michael Jelenic               | 2006. szeptember 23. | 2017. november 18. |
| 41. | 2.  | Team Penguin          | A Pingvin csapat    | Anthony Chun                 | Joseph Kuhr                   | 2006. szeptember 30. | 2017. november 18. |
| 42. | 3.  | Clayfaces             | Agyagpofák          | Matt Youngberg               | Steven Melching               | 2006. október 7.     | 2017. november 18. |
| 43. | 4.  | The Everywhere Man    | Mr. Mindenütt       | Brandon Vietti               | Greg Weisman                  | 2006. november 4.    | 2017. november 18. |
| 44. | 5.  | The Breakout          | A szökés            | Matt Youngberg               | Alexx Van Dyne                | 2006. november 11.   | 2017. november 19. |
| 45. | 6.  | Strange New World     | Furcsa új világ     | Anthony Chun                 | Joseph Kuhr                   | 2006. november 18.   | 2017. november 19. |
| 46. | 7.  | Artifacts             | Relikviák           | Brandon Vietti               | Greg Weisman                  | 2007. február 3.     | 2017. november 19. |
| 47. | 8.  | Two of a Kind         | Zsák meg a foltja   | Anthony Chun                 | Paul Dini                     | 2007. február 24.    | 2017. november 19. |
| 48. | 9.  | Seconds               | Másodpercek         | Matt Youngberg               | Steven Melching               | 2007. február 10.    | 2017. november 25. |
| 49. | 10. | Riddler's Revenge     | Rébusz bosszúja     | Brandon Vietti               | Stan Berkowitz                | 2007. február 17.    | 2017. november 25. |
| 50. | 11. | Rumors                | Rémhírek            | Matt Youngberg               | Joseph Kuhr                   | 2007. március 3.     | 2017. november 25. |
| 51. | 12. | The Joining, Part One | A társulás, 1. rész | Anthony Chun                 | Douglas Petrie, Jane Espenson | 2007. április 28.    | 2017. november 25. |
| 52. | 13. | The Joining, Part Two | A társulás, 2. rész | Brandon Vietti, Vinton Heuck | Douglas Petrie, Jane Espenson | 2007. május 5.       | 2017. november 26. |

### 5. évad (2007-2008)
| #   | #   | Eredeti cím                         | Magyar cím                            | Rendezte                | Írta                           | Eredeti premier      | Magyar premier     |
| --- | --- | ----------------------------------- | ------------------------------------- | ----------------------- | ------------------------------ | -------------------- | ------------------ |
| 53. | 1.  | The Batman/Superman Story, Part One | Batman és Superman története, 1. rész | Vinton Heuck            | Alan Burnett                   | 2007. szeptember 22. | 2017. november 26. |
| 54. | 2.  | The Batman/Superman Story, Part Two | Batman és Superman története, 2. rész | Christopher Berkeley    | Steve Cuden                    | 2007. szeptember 29. | 2017. november 26. |
| 55. | 3.  | Vertigo                             | Szédületes kaland                     | John Fang               | Stan Berkowitz                 | 2007. október 6.     | 2017. november 26. |
| 56. | 4.  | White Heat                          | Atomkatasztrófa                       | Vinton Heuck            | Joseph Kuhr                    | 2007. október 13.    | 2017. december 2.  |
| 57. | 5.  | A Mirror Darkly                     | Tükörképek                            | Christopher Berkeley    | Steven Melching                | 2007. november 3.    | 2017. december 2.  |
| 58. | 6.  | Joker Express                       | Joker Express                         | John Fang               | Brian Swenlin                  | 2007. november 10.   | 2017. december 2.  |
| 59. | 7.  | Ring Toss                           | Meggyűrűzve                           | Christopher Berkeley    | Len Uhley                      | 2007. december 8.    | 2017. december 2.  |
| 60. | 8.  | The Metal Face of Comedy            | A komédia ezer arca                   | Vinton Heuck            | Alexx Van Dyne                 | 2007. december 15.   | 2017. december 3.  |
| 61. | 9.  | Attack of the Terrible Trio         | A Terror Trió támadása                | John Fang               | Stan Berkowitz                 | 2008. február 2.     | 2017. december 3.  |
| 62. | 10. | The End of the Batman               | Nincs többé Batman                    | Vinton Heuck            | Robert Goodman                 | 2008. február 9.     | 2017. december 3.  |
| 63. | 11. | What Goes Up...                     | Ami felszáll, le is esik              | Christopher Berkeley    | Alexx Van Dyne                 | 2008. február 16.    | 2017. december 3.  |
| 64. | 12. | Lost Heroes, Part One               | Az elveszett hősök, 1. rész           | John Fang, Vinton Heuck | Stan Berkowitz, Alexx Van Dyne | 2008. március 8.     | 2017. december 9.  |
| 65. | 13. | Lost Heroes, Part Two               | Az elveszett hősök, 2. rész           | John Fang, Vinton Heuck | Stan Berkowitz, Alexx Van Dyne | 2008. március 8.     | 2017. december 9.  |

## Film
| Eredeti cím            | Magyar cím        | Rendezte       | Írta          | Eredeti premier   | Magyar premier    |
| ---------------------- | ----------------- | -------------- | ------------- | ----------------- | ----------------- |
| The Batman vs. Dracula | Batman és Drakula | Michael Goguen | Duane Capizzi | 2005. október 18. | 2006. április 13. |